# Reaumuria halophila
Reaumuria halophila är en tamariskväxtart som beskrevs av Dieter Podlech. Reaumuria halophila ingår i släktet Reaumuria och familjen tamariskväxter. Inga underarter finns listade.